# TE-TO Zagreb
TE-TO Zagreb je termoelektrana u istočnom dijelu Zagreba, namijenjena proizvodnji električne i toplinske energiju za potrebe grada Zagreba. Elektranom upravlja HEP Proizvodnja.

## Korištenje goriva
1. Gorivo 1: Prirodni plin
2. Gorivo 2: Ekstra lako loživo ulje
3. Gorivo 3: Teško loživo ulje

## Snaga
Toplinska snaga: 850 MW
Snaga elektrane: 440 MW
Prizvodnja toplinske energije
- 2009.: 865,716 MWh
- 2010.: 939,610 MWh
- 2011.: 880,046 MWh
- 2012.: 849,649 MWh
- 2013.: 859,344 MWh

Tehnološka para
- Prosjek od 2002. godine: 253.616 t
- 2009.: 251.448 t
- 2010.: 256.889 t
- 2011.: 258.827 t
- 2012.: 255.523 t
- 2013.: 249.128 t

Prag proizvodnje električne energije
- Prosjek od 2002. godine: 1.358 GWh
- 2009.: 1.553 GWh
- 2010.: 2.028 GWh
- 2011.: 2.057 GWh
- 2012.: 1.936 GWh
- 2013.: 1.363 GWh